# تشيسو
تشيسو (بالفرنسية: Cheissoux)‏ هي بلدية في مقاطعة فيين العليا في منطقة أقطانية الجديدة غرب فرنسا.